# Peugeot Typ 63
Der Peugeot Typ 63 ist ein frühes Automodell des französischen Automobilherstellers Peugeot, von dem 1904 im Werk Audincourt 136 Exemplare produziert wurden.
Die Fahrzeuge besaßen einen Zweizylinder-Viertaktmotor, der vorne angeordnet war und über Kardan die Hinterräder antrieb. Der Motor leistete aus 1078 cm³ Hubraum 7 PS.
Es gab die Modelle 63 A und 63 B. Bei einem Radstand von 210 cm für den Tonneau bzw. 240 cm für die Coupé-Limousine betrug die Spurbreite 126 cm. Die Karosserieformen Tonneau und Coupé-Limousine boten Platz für vier bis fünf Personen.